# فرانس كسافير فون بادر
فرانز فون بادر (بالألمانية: Franz von Baader)‏ (27 مارس 1765 -23 مايو 1841)، المولود باسم بينيديكت فرانز كسافير بادر، هو فيلسوف كاثوليكي ألماني ولاهوتي وطبيب ومهندس مناجم. في مقاومة الفلسفة التجريبية في عصره، أدان معظم الفلسفة الغربية منذ ديكارت بأنها تتجه إلى الإلحاد واعتُبر إحياءً للمدرسة السكولاستية. كان بادر أحد اللاهوتيين الأكثر نفوذاً في عصره لكن تأثيره على الفلسفة اللاحقة كان أقل وضوحًا. يُعتقد اليوم أنه أعاد إدخال الارتباط اللاهوتي مع مايستر إيكهارت في الأوساط الأكاديمية وحتى المسيحية والثيوصوفية بشكل عام.

## فلسفته
من الصعب تلخيص فلسفة بادر، لأنه عبّر عن أفكاره العميقة في حكم مبهمة أو رموز ومقارنات صوفيّة. غالبًا ما تُشرح مذاهبه في مقالات منفصلة قصيرة، أو في تعليقات على كتابات بوهم وسانت مارتن، أو في مراسلاته ومذكراته المجمعة. مع ذلك، هناك نقاط بارزة تحدد الخطوط العريضة لفكره. يبدأ بادر من الموقف القائل بأن العقل البشري في حد ذاته لا يمكنه الوصول إلى النهاية التي يستهدفها ويصرّ على أنه لا يمكننا أن نضع جانباً افتراضات الإيمان والكنيسة والتقاليد. يمكن وصف وجهة نظره على أنها سكولاستية، لأنه مثل السكولاستية يعتقد أن علم اللاهوت والفلسفة لا يتعارضان ولكن يجب أن يوضح هذا السبب الحقائق التي قدمها أصحابها والتنزيل. في محاولاته لتقريب عوالم الإيمان والمعرفة بشكل أقرب، يقترب من تصوّف مايستر إيكهارت، باراسيلسوس، وبوهم. وجودنا يعتمد على معرفة الإله لنا. كل الوعي الذاتي هو في نفس الوقت وعي الإله، وكل المعرفة هي معرفة مع الوعي بالاشتراك مع الإله.

## سياسة
يزعم بادر أن هناك شيئين أساسيين في الدولة: الخضوع العام للحاكم (الذي من دونه ستكون هناك حرب أهلية أو غزو) وعدم المساواة في الرتبة (والتي من دونها لن يكون هناك تنظيم). اعتبر بادر أن الإله وحده هو الحاكم الحقيقي للبشرية، وزعم بأن الولاء لحكومة لا يمكن تأمينه أو إعطاءه إلا عندما يكون مسيحيًا حقيقيًا؛ عارض الاستبداد والاشتراكية والليبرالية على حد سواء. كانت حالة فكرته عبارة عن مجتمع مدني تحكمه الكنيسة الكاثوليكية، التي كانت مبادئها تعارض كل من الميل السلبي وغير العقلاني والمذاهب العقلانية المفرطة للبروتستانتية.

## الأعمال
بعد عدة سنوات من وفاته، جُمعت أعمال بادر وحُررت من قبل عدد من تلاميذه. نُشر ذلك في 16 مجلدًا في لايبزيغ بين عامي 1851 و1860، ونُظم حسب الموضوع. المجلد الأول تعامل مع نظرية المعرفة، المجلد الثاني مع الماورائيات، المجلد الثالث مع الفلسفة الطبيعية، المجلد الرابع مع علم الإنسان، المجلد الخامس والسادس مع الفلسفة الاجتماعية، المجلد السابع إلى العاشر مع فلسفة الدين، المجلد الحادي عشر مع يوميات بادر، المجلد الثاني عشر مع تعليقاته على سانت مارتن، المجلد الثالث عشر مع تعليقاته على بوهم، المجلد الرابع عشر مع الوقت، ومجلد الخامس عشر مع سيرته الذاتية ومراسلاته. احتوى المجلد السادس عشر على فهرس، بالإضافة إلى رسم تخطيطي لنظامه بواسطة لاتربيك. قُدّمت مقدمات قيمة من قبل المحررين لعدة مجلدات.

## مناصب وهيئات
أدار جامعة لودفيش ماكسيميليان في ميونخ.

## روابط خارجية
- فرانس كسافير فون بادر على موقع الموسوعة البريطانية (الإنجليزية)